# Ba chương ước pháp
Ba chương ước pháp (chữ Hán: 約法三章; phiên âm Hán Việt: Ước pháp tam chương) đề cập đến hành động của Lưu Bang trong việc đơn giản hóa luật lệ hà khắc của nhà Tần sau khi ông chiếm được kinh đô Hàm Dương vào năm 207 TCN. Thuật ngữ "ước pháp" đã phát triển thành một quy định pháp lý cơ bản và từng trở thành tên gọi của "hiến pháp".

## Lịch sử
Khi mới tiến quân vào thành Hàm Dương, Lưu Bang nghe theo lời khuyên của bộ tướng Phàn Khoái và mưu thần Trương Lương đã cho niêm phong châu báu tài vật trong cung nhà Tần và cho quân trú đóng, chỉ ở phụ cận thành Hàm Dương, để tỏ rõ không tham của cải, không phiền nhiễu nhân dân. Đồng thời, Lưu Bang đã triệu tập các phụ lão và nhân sĩ danh tiếng ở các huyện gần đó và nói với họ: "Các bô lão đã chịu khổ nhiều vì luật pháp hà khắc của nhà Tần, nói chuyện mạo phạm Tần vương sẽ bị giết hết toàn tộc, bàn luận về Thi Thư cũng bị xử tử giữa chợ phơi thây trước dân chúng. Nay ta quy ước với mọi người ba chương giao ước như sau: kẻ giết người bị xử tử, kẻ làm bị thương người khác xử như tội trộm cắp, pháp luật của nhà Tần đều bãi bỏ. Ta đến đây là để trừ hại cho các vị bô lão, quyết không phải là đến xâm phạm các người".

## Ảnh hưởng
Lưu Bang ban hành ba chương quy ước với dân chúng là xuất phát từ tâm trạng thù hận của họ đối với hình phạt nghiêm khắc tàn khốc của vương triều Tần, mục đích là tranh thủ lòng dân, đồng thời cũng có lợi trong việc tranh bá với Hạng Vũ. Đương nhiên đây chỉ là kế sách và biện pháp tạm thời áp dụng trong tình thế nhà Hán chưa thống nhất toàn quốc. Phải đợi đến khi Lưu Bang đánh bại Hạng Vũ ở Cai Hạ, nắm giữ toàn thiên hạ, theo đà phát triển của chính trị kinh tế trong nước, mới dần dần áp dụng luật Tần trong xét xử tư pháp, đồng thời cũng căn cứ vào yêu cầu của đấu tranh mà xây dựng luật mới.
Sau đó, trong sử sách Trung Quốc, "ba chương ước pháp" cũng được sử dụng để thể hiện các biện pháp giảm nhẹ hình phạt và quản chế của chính phủ, và "ba" đã trở thành một thuật ngữ chung. Ví dụ, thuật ngữ này từng được ghi lại trong Tấn thư quyển 112, tải ký 12, Tống thư quyển 74, liệt truyện 34 và Nam Tề thư quyển 24, liệt truyện 5.
"Ước pháp" cũng có nghĩa là bộ luật cơ bản mà chính phủ đã hứa với người dân. Vào thời kỳ đầu thành lập Trung Hoa Dân Quốc, nhiều văn bản hiến pháp được gọi là "ước pháp", chẳng hạn như Trung Hoa Dân Quốc lâm thời ước pháp.
"Thông cáo Quân Giải phóng Nhân dân Trung Quốc" do Đảng Cộng sản Trung Quốc ban hành vào tháng 4 năm 1949 cũng có tám chương ước pháp.